# Harry Sherman
Harry Sherman est un producteur de cinéma américain né le 5 novembre 1884 à Boston et mort le 25 septembre 1952 à Hollywood. Il est célèbre surtout pour avoir amené le personnage de Hopalong Cassidy au grand écran.